# Джоджук Мерджанли
Джоджу Мерджанли (азерб. Cocuq Mərcanlı — «Маленький Мерджанли») — село у Джебраїльському районі Азербайджану. Станом на початок 2016 року у селі мешкала лише одна сім'я.
Село було засноване у 19 сторіччі. У радянський час село входило до складу Мехділінької сільради Джебраїльського району Азербайджанської РСР. До війни економіка села базувалася на тваринництві.
У 1993 році, у ході Карабаської війни, село було зайняте вірменськими збройними формуваннями. У результаті Горадизької операції на початку 1994 року азербайджанська армія повернула контроль над селом, однак на початок 2016 року тут мешкала лише одна сім'я, яка не захотіла виїхати з рідного села, оскільки село обстрілювалося з сусідньої висоти Лала, яку контролювали вірмени.
Внаслідок чотириденної війни у Карабасі у квітні 2016 року азербайджанцям вдалося повернути контроль над висотою Лала, яка розташована за 2,8 км на північний захід від села. 7 квітня місцеві мешканці вперше за 23 роки змогли відвідати рідне село. У січні 2017 Азербайджан вирішив інвестувати 2 мільйони євро у відбудову села. У червні 2017, коли село відвідав президент Азербайджану Ільхам Алієв, там було збудовано 50 будинків та школа, відновлено дорогу та газопостачання. Повідомлення від вересня того ж року свідчать, що селяни продовжують повертатися додому, оскільки розпочалося будівництво ще близько сотні будинків.
До вересня 2020 року було єдиним населеним пунктом Джебраїльського району, яке повністю контролював Азербайджан. Внаслідок другої карабаської війни весь район був звільнений збройними силами Азербайджану.